# APFA 1920
Die APFA-Saison 1920 war die erste Saison der US-amerikanischen Footballliga „American Professional Football Association“ (APFA), welche zwei Jahre später in die heute bekannte National Football League (NFL) umbenannt wurde. Das erste Spiel fand am 26. September 1920, das letzte Spiel am 19. Dezember 1920 statt. Meister der Liga wurden die Akron Pros.

## Organisation und Teams
Obwohl in der Moderne als offiziell erste Saison ausgegeben, war die APFA 1920 nur wenig organisiert. Allen Mannschaften gemeinsam war nur die Verwendung eines einheitlichen Briefkopfes. Dennoch verständigte man sich darauf, Jim Thorpe zum ersten Präsidenten zu ernennen. Dies geschah jedoch nicht wegen seiner administrativen Fähigkeiten, sondern viel eher, um die Bekanntheit von Thorpe für die neue Vereinigung zu nutzen.
Von den an dieser Meisterschaft teilnehmenden Mannschaften sind mit den Chicago Cardinals (jetzt Arizona Cardinals) und den Decatur Staleys (jetzt Chicago Bears) auch 100 Jahre später noch zwei Teams in der NFL aktiv.
| A. Pros |

| Staleys |

| All-Americans |

| Cardinals |

| Independents |

| Triangles |

| Jeffersons |

| Bulldogs |

| Heralds |

| Cl. Tigers |

| Ch. Tigers |

| H. Pros |

| Panhandles |

| Flyers |

## Modus
Es gab weder einen einheitlichen Spielplan, noch eine gemeinsame Mindestanzahl an Spielen. Die Gegner wurden wie im Zeitraum zuvor ausschließlich aufgrund finanzieller Erwägungen ausgesucht und waren mitunter auch von außerhalb der APFA. Aus diesem Grund vermied man die Verwendung des Begriffes Liga (engl. League) und es wurde von der APFA auch keine Tabelle geführt. Lange Zeit vertrat die NFL die Ansicht, es wäre auch kein Meister für diese Saison gekürt worden, jedoch fanden Historiker heraus, dass beim offiziellen Treffen der Besitzer am 30. April 1921 beiläufig bei der Besprechung der Lage der Teams die Meisterschaft an die Pros vergeben wurde.

## Tabelle
| Team                     | S  | N | U | SQ    | P+  | P−  |
| ------------------------ | -- | - | - | ----- | --- | --- |
| Akron Pros               | 8  | 0 | 3 | 1,000 | 151 | 7   |
| Decatur Staleys          | 10 | 1 | 2 | 0,909 | 164 | 21  |
| Buffalo All-Americans    | 9  | 1 | 1 | 0,900 | 258 | 32  |
| Chicago Cardinals        | 6  | 2 | 2 | 0,750 | 115 | 43  |
| Rock Island Independents | 6  | 2 | 2 | 0,750 | 201 | 49  |
| Dayton Triangles         | 5  | 2 | 2 | 0,714 | 150 | 54  |
| Rochester Jeffersons     | 6  | 3 | 2 | 0,667 | 156 | 57  |
| Canton Bulldogs          | 7  | 4 | 2 | 0,636 | 208 | 57  |
| Detroit Heralds          | 2  | 3 | 3 | 0,400 | 53  | 82  |
| Cleveland Tigers         | 2  | 4 | 2 | 0,333 | 28  | 46  |
| Chicago Tigers           | 2  | 5 | 1 | 0,286 | 49  | 63  |
| Hammond Pros             | 2  | 5 | 0 | 0,286 | 41  | 154 |
| Columbus Panhandles      | 2  | 6 | 2 | 0,250 | 41  | 121 |
| Muncie Flyers            | 0  | 1 | 0 | 0,000 | 0   | 45  |

## Spiele
| Woche 1                           |        |                                    |        |                         |
| 26. September 1920                |        |                                    |        |                         |
| Gast                              | Punkte | Heim                               | Punkte | Spielort                |
| St. Paul Ideals                   | 0      | Rock Island Independents (1–0–0)   | 48     | Douglas Park            |
| Woche 2                           |        |                                    |        |                         |
| 3. Oktober 1920                   |        |                                    |        |                         |
| Wheeling Stogies                  | 0      | Akron Pros (1–0–0)                 | 43     | Akron League Park       |
| West Buffalo                      | 6      | Buffalo All-Americans (1–0–0)      | 32     | Canisius Field          |
| Pitcairn Quakers                  | 0      | Canton Bulldogs (1–0–0)            | 48     | Lakeside Park           |
| Columbus Panhandles (0–1–0)       | 0      | Dayton Triangles (1–0–0)           | 14     | Triangle Park           |
| Moline Universal Tractors         | 0      | Decatur Staleys (1–0–0)            | 20     | Staley Field            |
| Muncie Flyers (0–1–0)             | 0      | Rock Island Independents (2–0–0)   | 45     | Douglas Park            |
| All-Buffalo                       | 0      | Rochester Jeffersons (1–0–0)       | 10     | Rochester Baseball Park |
| Woche 3                           |        |                                    |        |                         |
| 10. Oktober 1920                  |        |                                    |        |                         |
| Columbus Panhandles (0–2–0)       | 0      | Akron Pros (2–0–0)                 | 37     | Akron League Park       |
| All-Buffalo (0–2–0)               | 0      | Buffalo All-Americans (2–0–0)      | 51     | Canisius Field          |
| Toledo Maroons                    | 0      | Canton Bulldogs (2–0–0)            | 42     | Lakeside Park           |
| Chicago Cardinals (0–0–1)         | 0      | Chicago Tigers (0–0–1)             | 0      | Cubs Park               |
| Cleveland Tigers (0–0–1)          | 0      | Dayton Triangles (1–0–1)           | 0      | Triangle Park           |
| Kewanee Walworths                 | 7      | Decatur Staleys (2–0–0)            | 25     | Staley Field            |
| Cleveland Panthers                | 14     | Detroit Heralds (1–0–0)            | 40     | Mack Park               |
| Hammond Pros (0–1–0)              | 0      | Rock Island Independents (3–0–0)   | 26     | Douglas Park            |
| Fort Porter                       | 0      | Rochester Jeffersons (2–0–0)       | 66     | Rochester Baseball Park |
| Woche 4                           |        |                                    |        |                         |
| 17. Oktober 1920                  |        |                                    |        |                         |
| Cincinnati Celts                  | 0      | Akron Pros (3–0–0)                 | 13     | Akron League Park       |
| McKeesport Olympics               | 7      | Buffalo All-Americans (3–0–0)      | 28     | Canisius Field          |
| Cleveland Tigers (0–1–1)          | 0      | Canton Bulldogs (3–0–0)            | 7      | Lakeside Park           |
| Moline Universal Tractors (0–2–0) | 3      | Chicago Cardinals (1–0–1)          | 33     | St. Rita's Field        |
| Detroit Heralds (1–1–0)           | 0      | Chicago Tigers (1–0–1)             | 12     | Cubs Park               |
| Columbus Panhandles (0–3–0)       | 0      | Fort Wayne Friars (1–0–0)          | 14     | Fort Wayne League Park  |
| Hammond Pros (0–2–0)              | 0      | Dayton Triangles (2–0–1)           | 44     | Triangle Park           |
| Decatur Staleys (3–0–0)           | 7      | Rock Island Independents (3–1–0)   | 0      | Douglas Park            |
| Utica Knights of Columbus         | 0      | Rochester Jeffersons (2–0–1)       | 0      | Rochester Baseball Park |
| Woche 5                           |        |                                    |        |                         |
| 24. Oktober 1920                  |        |                                    |        |                         |
| Cleveland Tigers (0–2–1)          | 0      | Akron Pros (4–0–0)                 | 7      | Akron League Park       |
| Toledo Maroons (0–2–0)            | 0      | Buffalo All-Americans (4–0–0)      | 38     | Canisius Field          |
| Canton Bulldogs (3–0–1)           | 20     | Dayton Triangles (2–0–2)           | 20     | Triangle Park           |
| Chicago Cardinals (1–1–1)         | 0      | Rock Island Independents (4–1–0)   | 7      | Douglas Park            |
| Decatur Staleys (4–0–0)           | 10     | Chicago Tigers (1–1–1)             | 0      | Cubs Park               |
| Columbus Panhandles (0–4–0)       | 0      | Detroit Heralds (2–1–0)            | 6      | Mack Park               |
| Syracuse Stars                    | 7      | Rochester Jeffersons (3–0–1)       | 21     | Rochester Baseball Park |
| Woche 6                           |        |                                    |        |                         |
| 31. Oktober 1920                  |        |                                    |        |                         |
| Akron Pros (5–0–0)                | 10     | Canton Bulldogs (3–1–1)            | 0      | Lakeside Park           |
| Rochester Jeffersons (3–1–1)      | 6      | Buffalo All-Americans (5–0–0)      | 17     | Canisius Field          |
| Detroit Heralds (2–2–0)           | 0      | Chicago Cardinals (2–1–1)          | 21     | Cubs Park               |
| Chicago Tigers (1–2–1)            | 7      | Rock Island Independents (5–1–0)   | 20     | Douglas Park            |
| Columbus Panhandles (0–5–0)       | 0      | Cleveland Tigers (1–2–1)           | 7      | Dunn Field              |
| Cincinnati Celts (0–2–0)          | 7      | Dayton Triangles (3–0–2)           | 23     | Triangle Park           |
| Decatur Staleys (5–0–0)           | 29     | Rockford A.C.                      | 0      | Kishwaukee Park         |
| Hammond Pros (1–2–0)              | 14     | Logan Square                       | 9      | Logan Square Park       |
| Woche 7                           |        |                                    |        |                         |
| 7. November 1920                  |        |                                    |        |                         |
| All-Tonawanda Lumberjacks         | 0      | Buffalo All-Americans (6–0–0)      | 35     | Canisius Field          |
| Canton Bulldogs (4–1–1)           | 18     | Cleveland Tigers (1–3–1)           | 0      | Dunn Field              |
| Chicago Cardinals (3–1–1)         | 6      | Chicago Tigers (1–3–1)             | 3      | Cubs Park               |
| Columbus Panhandles (1–5–0)       | 10     | Zanesville Mark Grays              | 0      | Zanesville, Ohio        |
| Decatur Staleys (5–0–1)           | 0      | Rock Island Independents (5–1–1)   | 0      | Douglas Park            |
| Hammond Pros (2–2–0)              | 14     | Pullman Thorns                     | 13     | Chicago, Illinois       |
| Utica Knights of Columbus         | 7      | Rochester Jeffersons (4–1–1)       | 27     | Rochester Baseball Park |
| Woche 8                           |        |                                    |        |                         |
| 11. November 1920                 |        |                                    |        |                         |
| Decatur Staleys (6–0–1)           | 20     | Champaign Legion                   | 0      | Champaign, Illinois     |
| Rock Island Independents (5–1–2)  | 7      | Thorn Tornadoes                    | 7      | Monmouth, Illinois      |
| 14. November 1920                 |        |                                    |        |                         |
| Akron Pros (5–0–1)                | 7      | Cleveland Tigers (1–3–2)           | 7      | Dunn Field              |
| Columbus Panhandles (1–6–0)       | 7      | Buffalo All-Americans (7–0–0)      | 43     | Canisius Field          |
| Chicago Tigers (1–4–1)            | 0      | Canton Bulldogs (5–1–1)            | 21     | Lakeside Park           |
| Cincinnati Celts (0–3–0)          | 0      | Chicago Cardinals (4–1–1)          | 21     | Chicago, Illinois       |
| Dayton Triangles (4–0–2)          | 21     | Rock Island Independents (5–2–2)   | 0      | Douglas Park            |
| Decatur Staleys (7–0–1)           | 3      | Minneapolis Marines                | 0      | Nicollet Park           |
| Detroit Heralds (2–2–1)           | 0      | Fort Wayne Friars                  | 0      | Fort Wayne League Park  |
| Hammond Pros (2–3–0)              | 6      | Gary Elks (1–0–0)                  | 7      | Gleason Field           |
| All-Tonawanda Lumberjacks (1–1–0) | 6      | Rochester Jeffersons (4–2–1)       | 0      | Rochester Baseball Park |
| Woche 9                           |        |                                    |        |                         |
| 21. November 1920                 |        |                                    |        |                         |
| Dayton Triangles (4–1–2)          | 0      | Akron Pros (6–0–1)                 | 13     | Akron League Park       |
| Canton Bulldogs (6–1–1)           | 3      | Buffalo All-Americans (7–1–0)      | 0      | Canisius Field          |
| Lansing Oldsmobile                | 0      | Chicago Cardinals (5–1–1)          | 14     | Chicago, Illinois       |
| Toledo Maroons (0–3–0)            | 0      | Cleveland Tigers (2–3–2)           | 14     | Dunn Field              |
| Columbus Panhandles (1–6–1)       | 0      | Zanesville Mark Grays              | 0      | Zanesville, Ohio        |
| Hammond Pros (2–4–0)              | 7      | Decatur Staleys (8–0–1)            | 28     | Staley Field            |
| Rochester Scalpers                | 0      | Rochester Jeffersons (5–2–1)       | 16     | Rochester Baseball Park |
| Woche 10                          |        |                                    |        |                         |
| 25. November 1920                 |        |                                    |        |                         |
| Canton Bulldogs (6–2–1)           | 0      | Akron Pros (7–0–1)                 | 7      | Akron League Park       |
| Decatur Staleys (9–0–1)           | 6      | Chicago Tigers (1–5–1)             | 0      | Chicago Cub Park        |
| Columbus Panhandles (1–6–2)       | 0      | Elyria Athletics                   | 0      | Lorain, Ohio            |
| Detroit Heralds (2–3–1)           | 0      | Dayton Triangles (5–1–2)           | 28     | Triangle Park           |
| Hammond Pros (2–5–0)              | 0      | Chicago Boosters (1–0–0)           | 27     | DePaul Field            |
| All-Tonawanda Lumberjacks (2–1–0) | 14     | Rochester Jeffersons (5–3–1)       | 3      | Rochester Baseball Park |
| 28. November 1920                 |        |                                    |        |                         |
| Akron Pros (8–0–1)                | 14     | Dayton Triangles (5–2–2)           | 0      | Triangle Park           |
| Cleveland Tigers (2–4–2)          | 0      | Buffalo All-Americans (8–1–0)      | 7      | Buffalo Baseball Park   |
| Decatur Staleys (9–1–1)           | 6      | Chicago Cardinals (6–1–1)          | 7      | Normal Park             |
| Thorn Tornadoes                   | 0      | Chicago Tigers (2–5–1)             | 27     | Cubs Park               |
| Lansing Oldsmobile                | 0      | Detroit Heralds (2–3–2)            | 0      | Mack Park               |
| Rochester Scalpers (0–2–0)        | 6      | Rochester Jeffersons (6–3–1)       | 7      | Rochester Baseball Park |
| Washington and Jeffe Collegians   | 7      | Rock Island Independents (6–2–2)   | 48     | Douglas Park            |
| Woche 11                          |        |                                    |        |                         |
| 4. Dezember 1920                  |        |                                    |        |                         |
| Canton Bulldogs (6–3–1)           | 3      | Buffalo All-Americans (9–1–0)      | 7      | New York Polo Grounds   |
| 5. Dezember 1920                  |        |                                    |        |                         |
| Akron Pros (8–0–2)                | 0      | Buffalo All-Americans (9–1–1)      | 0      | Buffalo Baseball Park   |
| Canton Bulldogs (6–3–2)           | 0      | Washington Glee Club               | 0      | New Haven, Connecticut  |
| Chicago Cardinals (6–2–1)         | 0      | Decatur Staleys (10–1–1)           | 10     | Cubs Park               |
| Columbus Wagner Pirates           | 0      | Columbus Panhandles (2–6–2)        | 24     | Neil Park               |
| Detroit Maroons                   | 7      | Detroit Heralds (2–3–3)            | 7      | Mack Park               |
| Rochester Scalpers (0–2–1)        | 0      | Rochester Jeffersons (6–3–2)       | 0      | Exposition Park         |
| Woche 12                          |        |                                    |        |                         |
| 11. Dezember 1920                 |        |                                    |        |                         |
| Canton Bulldogs (6–4–2)           | 7      | Union Club of Phoenixville (1–0–0) | 13     | Phillies Park           |
| 12. Dezember 1920                 |        |                                    |        |                         |
| Akron Pros (8–0–3)                | 0      | Decatur Staleys (10–1–2)           | 0      | Cubs Park               |
| Woche 13                          |        |                                    |        |                         |
| 18. Dezember 1920                 |        |                                    |        |                         |
| Canton Bulldogs (7–4–2)           | 39     | Richmond Athletics                 | 0      | Boulevard Field         |
| 19. Dezember 1920                 |        |                                    |        |                         |
| Chicago Cardinals (6–2–2)         | 14     | Chicago Stayms                     | 14     | Pyott Field             |

## Inoffizielle Liga-Bestleistungen

### Punkte
| Name            | Team    | Punkte |
| --------------- | ------- | ------ |
| Dutch Sternaman | Decatur | 86     |
| Ockie Anderson  | Buffalo | 71     |
| Tommy Hughitt   | Buffalo | 53     |
| Fritz Pollard   | Akron   | 42     |
| Bodie Weldon    | Buffalo | 41     |

### Rushing Touchdowns
| Name            | Team      | TDs |
| --------------- | --------- | --- |
| Dutch Sternaman | Decatur   | 11  |
| Ockie Anderson  | Buffalo   | 8   |
| Tommy Hughitt   | Buffalo   | 8   |
| Bob Argus       | Rochester | 6   |
| Fritz Pollard   | Akron     | 5   |
| Joe Guyon       | Canton    | 5   |

### Receiving Touchdowns
| Name            | Team    | TDs |
| --------------- | ------- | --- |
| Norb Sacksteder | Dayton  | 3   |
| Dave Reese      | Dayton  | 2   |
| Bunny Corcoran  | Canton  | 2   |
| George Halas    | Decatur | 2   |

### Return Touchdowns
| Name             | Team        | TDs |
| ---------------- | ----------- | --- |
| Arnie Wyman      | Rock Island | 3   |
| Ockie Anderson   | Buffalo     | 3   |
| Al Nesser        | Akron       | 3   |
| Frank Bacon      | Dayton      | 2   |
| Swede Youngstrom | Buffalo     | 2   |
| Lenny Sachs      | Chicago C   | 2   |
| Leo Chappell     | Chicago C   | 2   |